# Собор Святого Уроша
Собор Святого Уроша (серб. Саборна црква Светог Цара Уроша, алб. Katedralja e Shën Uroshit) — храм Рашско-Призренской епархии Сербской православной церкви в городе Урошеваце (Косово), посвящённая святому царю Стефану Урошу V.

## История
Собор был сооружён в 1929—1939 годах по проекту скопского архитектора Йосифа Михаиловича. Пятикупольный храм построен из бетона, камня и кирпича и покрыт штукатуркой. Верхняя часть собора сделана по образцу церкви монастыря Грачаница. Стены храма в 1932—1936 годах расписал Янко Кузманович из Галичника, который вместе с Викторией Пузановой из Митровицы написал также иконы для иконостаса. Кроме того в церкви хранилась икона Святой Троицы, которую в 1896 году написал Йосиф Радевич из Лазарополя.
В конце июня 1999 года, после передачи контроля над Урошевацем американскому контингенту КФОР, церковь была осквернена и подожжена изнутри. 17 марта 2004 года толпа албанцев атаковала собор. В сторону храма было брошено три ручные гранаты, а затем он был подожжён. Было ранено по меньшей мере 19 солдат КФОР и полицейских УНМИК, защищавших собор, но их вмешательство защитило храм от полного уничтожения. Собор был взят под усиленную охрану и обнесён колючей проволокой.
Собор восстановили греческие солдаты КФОР под руководством полковника Георгиоса Хадзитеофануса. 11 сентября 2010 года храм был освящён временным администратором Рашско-Призренской епархии митрополитом Черногорско-Приморским Амфилохием. На литургии присутствовали 150 сербов, греческие солдаты и полицейские.
В 2013 году на южной стороне церкви появились оскорбительные граффити и надпись с названием незаконного вооружённого формирования «Армия освобождения Прешева, Медведжи и Буяноваца» (алб. Ushtria Çlirimtare e Preshevës, Medvegjës dhe Bujanocit).